# Сонячне (Гур'євський міський округ)
Сонячне (рос. Солнечное) — селище Гур'євського міського округу, Калінінградської області Росії. Входить до складу Низовського сільського поселення.
Населення —  69 осіб (2015 рік). 

## Населення
| 2002 | 2010 |
| ---- | ---- |
| 68   | ↗69  |